# Buchnera amethystina
Buchnera amethystina är en snyltrotsväxtart som beskrevs av Adelbert von Chamisso och Schltdl.. Buchnera amethystina ingår i släktet Buchnera och familjen snyltrotsväxter. Inga underarter finns listade i Catalogue of Life.